# Janusz Brzozogłowy
Janusz Brzozogłowy herbu Grzymała (zm. 1425) – rycerz polski, starosta bydgoski od 1410 r. kasztelan lądzki od 1422 r.

## Życiorys
Wywodził się z rodu Grzymałów. Za młodu przebywał wraz ze znakomitymi rycerzami polskimi na Węgrzech, na dworze królewskim Zygmunta Luksemburskiego. Powrócił do Polski w 1410 r. na wieść o szykującej się wojnie z zakonem krzyżackim.
Brzozogłowy jako rycerz odgrywał dużą rolę w planach wojennych króla Władysława Jagiełły. W 1410 r. król przekazał mu starostwo bydgoskie w nadziei, że okaże się sumiennym i odważnym obrońcą powierzonego mu odcinka granicy kujawskiej w czasie wielkiej wojny z zakonem. Zadaniem starosty było prowadzenie akcji zaczepnej wobec Krzyżaków, by zmylić ich co do właściwego kierunku marszu armii królewskiej.
W lipcu 1410 r. Brzozogłowy dokonał wypadu pod Świecie, wciągnął w zasadzkę i zniósł oddział Krzyżaków wysłany z tamtejszego zamku. Ruchliwość jego oddziałów spowodowała dezorientację Krzyżaków co do rzeczywistych zamiarów Jagiełły i pozostawienie w Świeciu Henryka von Plauena z silnym oddziałem krzyżackim, który nie wziął wskutek tego udziału w bitwie pod Grunwaldem.
Za wierną służbę i obronę Bydgoszczy Janusz Brzozogłowy otrzymał od Jagiełły zamek w Tucholi. Bronił go w czasie kontrofensywy krzyżackiej latem 1410 r. i oblężenia jesienią tego roku. Wówczas zamek ten Krzyżacy wydarli podstępem. Na wiadomość, którą Brzozogłowy przesłał królowi z oblężonej Tucholi, Jagiełło zdołał zebrać oddziały pod wodzą Sędziwoja z Ostroroga i posłał je na odsiecz. Jednak Brzozogłowy nie wiedząc o zwycięstwie odniesionym przez Polaków w bitwie pod Koronowem, dał się wprowadzić w błąd przez podstawionych przez Krzyżaków ludzi, przebranych za rycerzy polskich i twierdzących, że wojska polskie spieszące na odsiecz Tucholi, zostały pobite. Uwierzywszy w to wszedł z Krzyżakami w układ o poddanie zamku i uzyskał prawo wyjścia wraz z uzbrojoną załogą. Udał się do Inowrocławia, gdzie dowiedział się prawdy na dworze Jagiełły. Otrzymał jednak przebaczenie królewskie i nadal pozostał w Bydgoszczy, by bronić pogranicza. Gdy w połowie stycznia 1411 r. Krzyżacy rozpoczęli nowe walki, Janusz Brzozogłowy uczynił brawurowy wypad pod Toruń, w okolice Papowa, skąd uprowadził grupę zaciężników wielkiego mistrza i znaczną liczbę koni.
Janusz Brzozogłowy uczestniczył w rokowaniach z zakonem oraz był rzecznikiem interesów Bydgoszczy, Solca i Fordonu. Domagał się zniesienia przeszkód w handlu wiślanym, zniesienia zakazu wstępu dla mieszczan bydgoskich na terytorium zakonu, organizował nowe przeprawy wiślane konkurencyjne dla krzyżackiej pod Toruniem. Zachowały się liczne listy pisane do wielkiego mistrza oraz nadgranicznych komturów: świeckiego, toruńskiego, zarządcy zamku w Pieniu oraz do miast krzyżackich: Gdańska, Świecia, Torunia.
W 1418 r. został odnotowany jako świadek na pełnomocnictwie królewskim dla posłów jadących na sobór w Konstancji, by szukać tam kompromisu z Krzyżakami i bronić spraw polskich.
W Bydgoszczy od 2006 roku działa bractwo rycerskie, Kompania Janusza Brzozogłowego, które jest pomysłodawcą i głównym organizatorem inscenizacji historycznej „Oblężenie zamku bydgoskiego 1409”, upamiętniającej szturm wojsk Władysława Jagiełły na zamek.

## Zachowane wzmianki pisane z okresu starostwa bydgoskiego
- 6 czerwca 1411 r. – przebywał w Gnieźnie,
- 30 października 1411 r. – przebywał w Bydgoszczy,
- czerwiec 1412 i koniec roku 1412 – przebywał w Bydgoszczy,
- czerwiec 1413 r. – przebywał w Bydgoszczy,
- 25 czerwca 1415 r. – był asesorem w sądzie bydgoskim,
- 11 listopada 1415 r. – wystawił z Bydgoszczy list do mieszkańców Torunia,
- 23 kwietnia 1416 r. – przebywał w Bydgoszczy,
- czerwiec 1416 r. – przebywał w Solcu,
- początek 1418 r. – przebywał w Wilnie,
- kwiecień-wrzesień 1418 r. – przebywał w Bydgoszczy,
- połowa 1419 r. – przebywał w Inowrocławiu,
- sierpień-wrzesień 1419 r. – brał udział w sądach w Bydgoszczy,
- marzec i sierpień 1420 r. – przebywał w Bydgoszczy
- 22 maja i 15 lipca 1422 r. – w Bydgoszczy, prowadził stąd ataki na komturstwa pomorskie
- 7 czerwca 1424 r. – przebywał w Nieszawie, gdzie brał udział w wytyczani granicy polsko-krzyżackiej,
- 19 września 1425 r. – przebywał w Bydgoszczy